# James Stephen (Beamter)

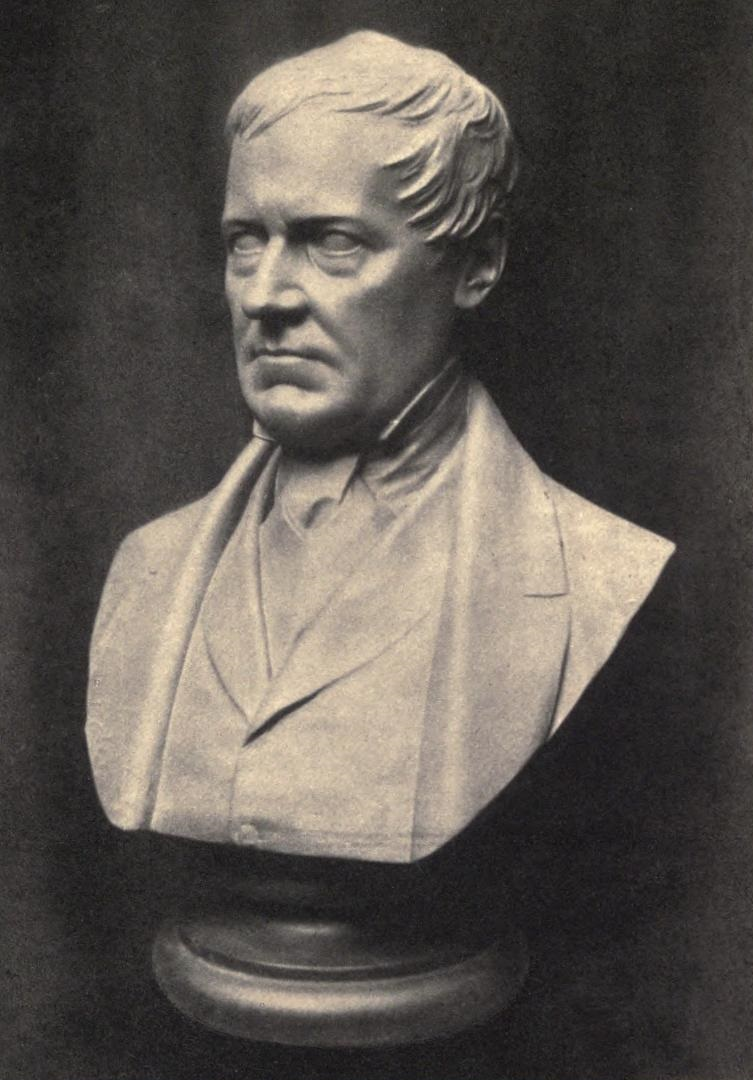
Büste von James Stephen

Sir James Stephen (* 3. Januar 1789 in Lambeth; † 14. September 1859 in Koblenz) war ein britischer Beamter und Historiker. Er arbeitete von 1836 bis 1847 als permanenter Unterstaatssekretär des britischen Kolonialamts (Colonial Office). Danach lehrte er Moderne Geschichte an der University of Cambridge.

## Leben
Er kam 1789 als dritter Sohn des Juristen und Parlamentsabgeordneten James Stephen (1758–1832) und dessen Frau Anne, geb. Stent, in London zur Welt. Sein Vater war ein Freund von William Wilberforce und wie dieser ein Gegner der Sklaverei.
Stephen studierte ab 1806 am Cambridge-College Trinity Hall und schloss 1812 mit dem Bachelor of Laws ab. Er arbeitete als Rechtsanwalt mit eigener Praxis und übernahm ab 1813 gelegentliche Beratungsaufträge für das Kolonialamt. 1825 wechselte er in eine Festanstellung beim Kolonialamt und dem Board of Trade. 1833 verabschiedete das britische Parlament ein Gesetz, das die Abschaffung der Sklaverei in weiten Teilen des Britischen Weltreichs regelte. Den Entwurf für diesen Slavery Abolition Act, ein aufwändiges Schriftstück mit 66 Abschnitten, setzte Stephen, selbst ein Verfechter des Abolitionismus, innerhalb von nur zwei Tagen auf.
1834 wurde Stephen Assistent des Unterstaatssekretärs und 1836 permanenter Unterstaatssekretär des Kolonialamtes. Für sein umfangreiches Wirken in diesem Amt erhielt er zeitgenössische Spitznamen wie King Stephen und Mr. Over-Secretary Stephen. Wie viel politischen Einfluss er hatte, ist jedoch umstritten. Zugesprochen wird ihm unter anderem, maßgeblich auf die Einrichtung einer selbstverantwortlichen Regierung in Kanada hingewirkt zu haben.
1847 gab Stephen seine Tätigkeit beim Kolonialamt aus gesundheitlichen Gründen auf. Ab 1849 bis zu seinem Lebensende war er Regius Professor of Modern History an der University of Cambridge. Ab 1854 lehrte er außerdem Geschichte und Politische Ökonomie am East India College Haileybury, bis dieses 1857 geschlossen wurde.
Stephen heiratete 1814 Jane Catherine, Tochter des Geistlichen und Sozialreformers John Venn. Sie hatten fünf Kinder, darunter der Autor Leslie Stephen und der Jurist James Fitzjames Stephen.

## Ehrungen
- 1847: Mitglied des Privy Council
- 1848: Knight Commander des Order of the Bath (KCB)[1]

## Publikationen (Auswahl)
- Essays in ecclesiastical biography. Longman, Brown, Green, and Longmans, London 1850.
- Lectures on the history of France. Harper & Brothers, New York 1852.